# Hilal (Şırnak)
Pour les articles homonymes, voir Hilal.
Hilal (Şêxan en kurde) est une petite ville (belde) située dans le district d’Uludere de la province de Şırnak dans la région de l'Anatolie du sud-est en Turquie.